# 台伯河西圣亚加大堂

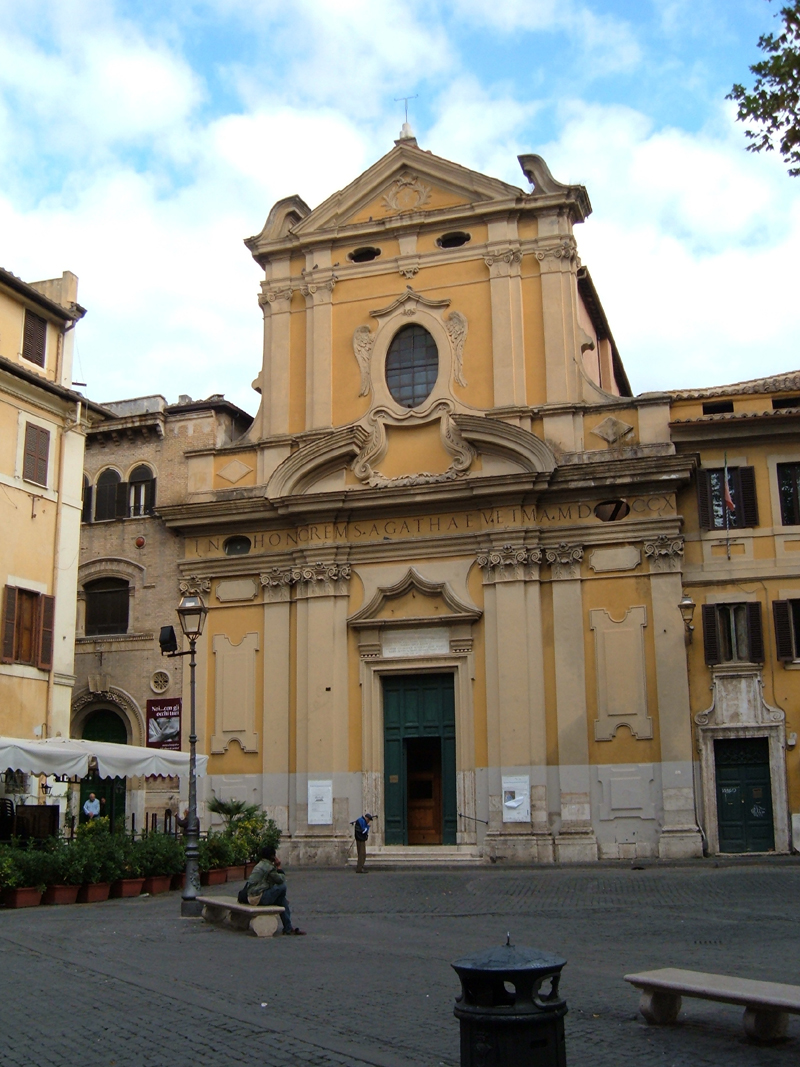

台伯河西圣亚加大堂（Sant'Agata in Trastevere）是一座天主教教堂，位于意大利罗马特拉斯提弗列区的 largo san Giovanni de Matha 91号，供奉圣亚加大（Sant'Agata）。

## 历史
根据《教宗名錄》，该堂原为額我略二世的住宅，在他母亲去世时改建为教堂，并附设一所修道院。这发生在8世纪。但是最早的文献记载只能追溯到1121年教宗卡利克斯特二世的诏书。
1710-1711年，该堂由于克萊孟十一世的下令，而由贾科莫·雷卡尔卡蒂彻底重建，设有加尔默罗圣母的彩色木制雕像。
该堂的立面为巴洛克风格。内部只有一个中殿，两侧有三个小堂。堂内保存有吉罗拉莫·特罗帕和比亚吉奥·普契尼的作品。教堂的旁边保存着5世纪和中世纪的建筑遗迹。